# Пајксвил (Мериленд)
Пајксвил (енгл. Pikesville) насељено је место без административног статуса у америчкој савезној држави Мериленд.

## Демографија
По попису из 2010. године број становника је 30.764, што је 1.641 (5,6%) становника више него 2000. године.
| Група             | 2000.          | 2010.          |
| Белци             | 24.874 (85,4%) | 23.179 (75,3%) |
| Афроамериканци    | 2.482 (8,5%)   | 4.452 (14,5%)  |
| Азијати           | 1.016 (3,5%)   | 1.850 (6,0%)   |
| Хиспаноамериканци | 438 (1,5%)     | 832 (2,7%)     |
| Укупно            | 29.123         | 30.764         |